# 郑际嘉
郑际嘉（1930年—），曾用名郑致生，男，湖南宁远人，中国船舶结构力学专家，曾任华中工学院教授、博士生导师。